# Textielindustrie in Gent
De textielindustrie in Gent vond zijn oorsprong in de late middeleeuwen, heeft zich vooral ontwikkeld vanaf de 19e eeuw, tijdens de industriële revolutie, en is uitgedoofd vanaf het einde van de 20e eeuw, mede door de energiecrisis van de jaren 70, de economische crisis van de jaren 80, de concurrentie met lageloonlanden en de opkomst van kunstvezels. De Gentse textielindustrie kende verscheidene crisissen, door oorlogen, grote veranderingen in de industriële technieken of door diverse socio-economische ontwikkelingen. Er bestaat nog heel wat industrieel erfgoed betreffende het Gentse textielverleden, alhoewel er veel verdwenen is.
Gent heeft in de loop van de geschiedenis meer dan 80 textielfabrieken gekend. In de 18e eeuw werden de eerste spinmachines ingevoerd. De grote fabrieken werden in de 19e eeuw eerst aangedreven met stoommachines, later in de 20e eeuw met elektriciteit. De energie van de centrale stoommachine werd doorheen de fabriek met assen en drijfriemen verdeeld. Elektriciteit was eenvoudiger en flexibeler in te zetten, per afdeling en per machine.
Grondstoffen waren vooral Engelse en Spaanse wol, Amerikaans katoen, vlas (uit de Leiestreek), jute en hennep. Katoen werd ook aangevoerd uit Belgisch-Congo en Rusland. Er werden ook textielfabrieken opgericht in Belgisch-Congo (Filtisaf) en veel katoenstoffen werden naar aldaar uitgevoerd. De beide wereldoorlogen betekenden voor een aantal fabrieken het einde, of een fusie met andere bedrijven. De oorzaak was de oorlogsschade aan de fabrieken, de gedeeltelijke ontmanteling van de fabrieken, het gebrek aan grondstoffen, het stilleggen van de productie, gebrek aan arbeiders en het onderbreken van de distributie en de verkoop.
Een negatief aspect van de textielindustrie was de algemene uitbuiting van de arbeiders door lage lonen, lange werktijden, gebrek aan scholing, kinder- en vrouwenarbeid, werken in gevaarlijke en ongezonde werkomstandigheden en het ontstaan van beluiken, dat gepaard ging met slechte hygiënische omstandigheden. De vakbonden zorgden voor positieve ontwikkelingen, maar uiteindelijk waren de hogere lonen mede een oorzaak van het verhuizen van de productie naar lageloonlanden.

## Vroege geschiedenis
De ontwikkeling van de vroege stad Gent is hoofdzakelijk te danken aan de wolindustrie in de middeleeuwen, eerst met (dure) Engelse wol in luxueuze uitvoeringen, dan later in de 17e en 18e eeuw met Spaanse wol op kleinere schaal en met goedkopere weefsels. In die periode was huisnijverheid van groot belang. Na de crisis van 1810 stopten veel wolweverijen en vanaf 1820 verdween de wolnijverheid in Gent vanwege de concurrentie met Engeland.

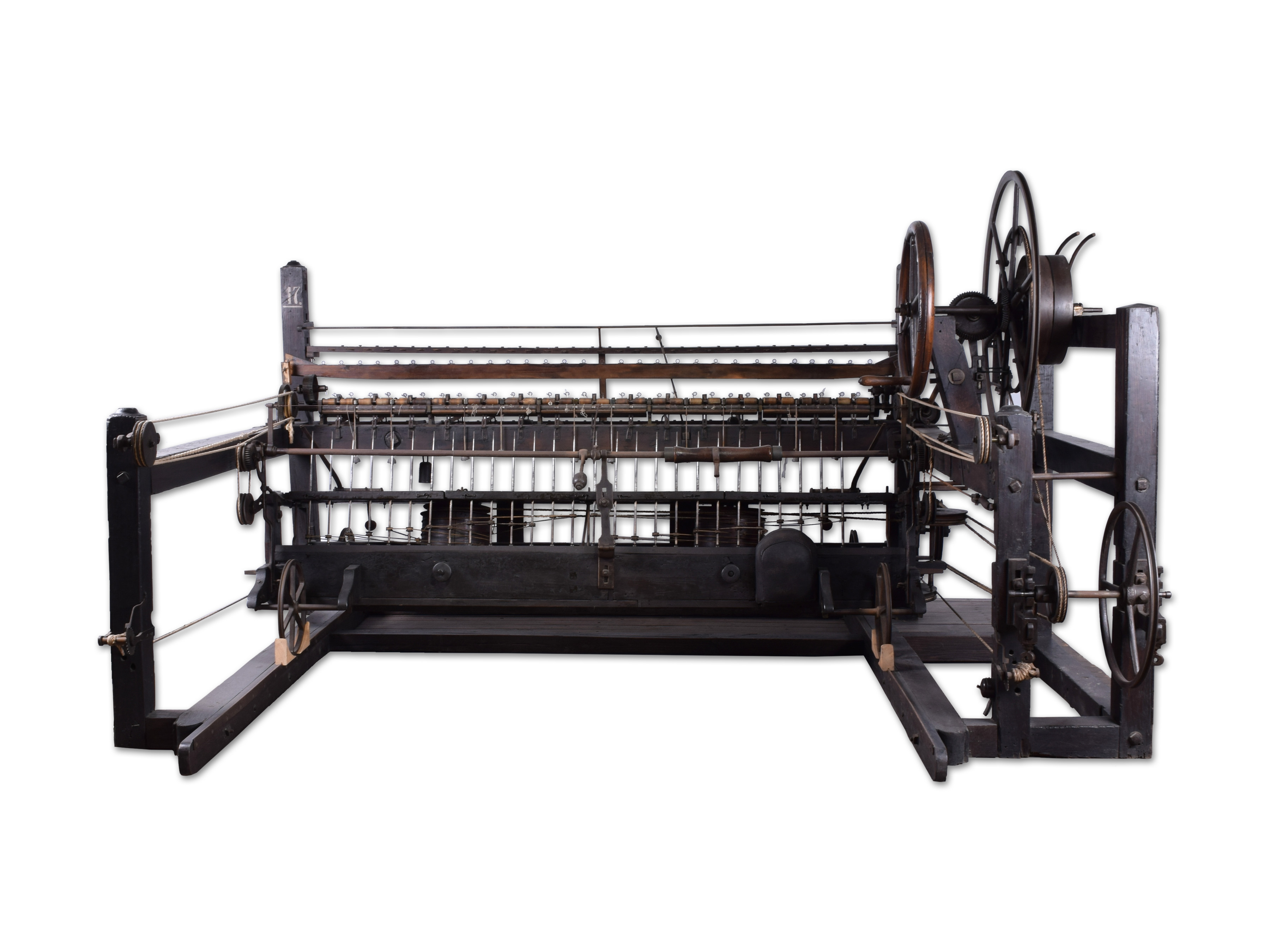
Mule Jenny uit het Industriemuseum

Lieven Bauwens was gekend voor het smokkelen van spinmachines uit Manchester, Engeland, in de jaren 1797-1798 (vandaar dat Gent dikwijls genoemd werd als het nieuwe Manchester). Hij startte een eerste wolweverij in de familiale leerlooierij op het Nieuwland, maar verplaatste de coating-productie naar Drongen in de zomer van 1799. In 1798 had hij in het Kartuizerklooster een wolweverij en een katoenspinnerij. Op 22 oktober 1799 verkocht hij zijn machines op Nieuwland. Vanaf 1801 kreeg hij toelating om landlopers en gevangenen in het Rasphuis tewerk te stellen, een activiteit die op 22 maart 1810 door Maes werd overgenomen.
Vanaf dan legde Lieven Bauwens zich toe op het spinnen en weven van katoen in de abdij van Drongen. Hij werkte samen met andere industriëlen waar hij voor de technologie en de machines zorgde en zijn partners voor de kapitaalinbreng en de productie. Het Rasphuis kon de crisis van 1810 overleven omdat het minder arbeidskosten had wegens het bijna gratis tewerkstellen van bedelaars, werklozen en landlopers, niettegenstaande de productie er lager lag omdat de arbeiders niet gemotiveerd waren.
Heel wat weverijen en spinnerijen werden gevestigd in lege kerkgebouwen die geconfisqueerd werden door Napoleon. Veel spinnerijen en weverijen gingen overkop in de periode 1814-1831. Tot 1884 was er een katoenspinnerij in het Gravensteen.

## 19e eeuw
| Jaar | Aantal inwoners |
| ---- | --------------- |
| 1800 | 55.000          |
| 1830 | 84.000          |
| 1860 | 120.000         |

Vanaf 1800 werden er meer katoenen stoffen gedragen (Indiennes) en minder wol en linnen. Steenkool voor de stoommachines werd per stoomtrein aangevoerd uit Wallonië. Er was heel veel werkvolk nodig. Vanwege de mechanisatie in de landbouw trokken veel boerengezinnen van het platteland naar de steden. Vrouwen en kinderen gingen mee werken naar de fabriek om de kost te helpen verdienen. Er was heel veel miserie en problemen met ondervoeding, hygiëne en met luchtvervuiling. Vanaf 1906 begonnen de vakbonden zich te organiseren.
In Gent hadden textielarbeiders de langste werkdagen van 13 uur. De lonen van 15 cent tot 1,30 fr. per dag behoorden tot de laagste van het land. Katoenwevers werden het beste betaald, de vlasnijverheid en vrouwen- en kinderarbeid betaalden het slechtst. Het inwonersaantal van Gent vertoonde in de eerste helft van de 19e eeuw iedere 30 jaar een groei van 50%. Dit zorgde voor woningnood en het bouwen van beluiken. Er was een dagloon per week nodig voor de huur van een armzalige woning in het beluik.

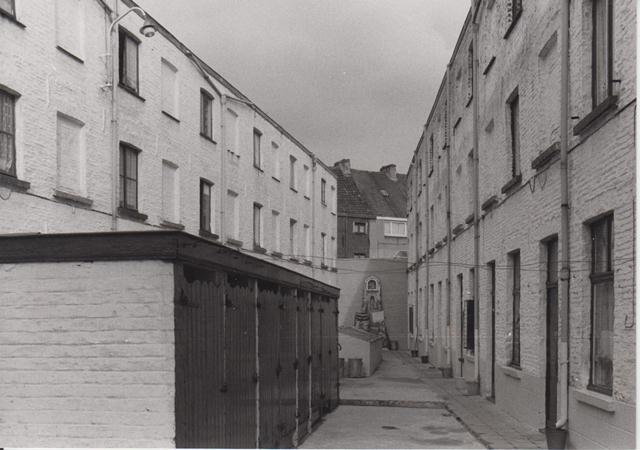
Beluik in de Kettingstraat

Rond 1860 waren er 17.000 arbeiders actief in de textielsector; drie vierden van alle arbeiders. In de vlasindustrie werkten voornamelijk vrouwen in de natte continues, wat vaak zorgde voor gezondheidsproblemen door de voortdurende vochtige warmte. De kinderen werden net als hun ouders in de textielsector tewerkgesteld, dikwijls in dezelfde fabriek als hun ouders.
Er was veel armoede, honger en drankmisbruik; gezinnen waren dikwijls afhankelijk van sociaal dienstbetoon. Tevens was er tussen de families veel solidariteit. De arbeiders hadden weinig contacten buiten de eigen eigen gemeenschap waardoor er vaak werd getrouwd binnen de eigen gemeenschap. Arbeiders moesten dikwijls een uur te voet van en naar het werk. Vooral ‘s winters was dit hard, als de kleren nat waren vanwege het productieproces in de vlasnijverheid. Door de lange werkdagen zagen de arbeiders weinig zonlicht.

## Bloeiperiode

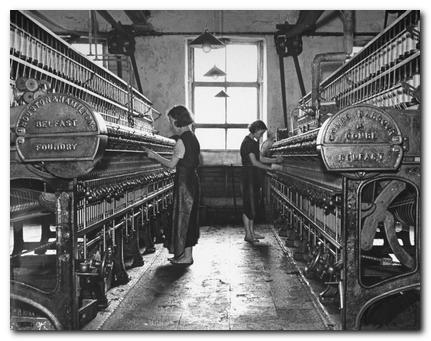
Natte continue in La Lys

Tijdens de Amerikaanse Burgeroorlog van 1861 tot 1865 was er een tekort aan katoen, waardoor de productie stilviel en onmiddellijk leidde tot werkloosheid en hongersnood. Katoen werd in Gent een heel grote industriële branche in de periode 1870-1950 mede dankzij het vervallen van het Gentse octrooirecht in 1860, een belasting op ingevoerde goederen naar de stad. In 1913, tijdens de wereldtentoonstelling in Gent, bedroeg het aandeel van de Belgische textielindustrie 17% van de wereldproductie.
De textielfabrieken in Gent gebruikten vooral de volgende technieken: spinnerijen, twijnderijen, weverijen, blekerijen, ververijen, batik en confectie. Een aantal belangrijke bedrijven zorgde voor een aaneengesloten productieketen, van grondstof tot afgewerkt product, wat een garantie vormde voor de tewerkstelling, de tijdige aan- en afvoer van half afgewerkte producten en de prijszetting. Dit verklaart ook de veelvuldige fusies, overnames en partnerschappen, zoals bijvoorbeeld in 1919 de oprichting van de Union Cotonnière (later UCO).
In de Manchestergebouwen werden heel veel ramen voorzien; werken met textielgarens in spinnerijen en weverijen vergde immers een klaar zicht. Typisch was de verticale glazen dakwand aan de noordzijde van het zaagtanddak die zorgde voor een gelijkmatig daglicht. Wegens bouwtechnische redenen (trillingen, gewicht) bevonden weefgetouwen zich op het gelijkvloers; spinnerijen bevonden zich dikwijls op etages. Het bouwen van een grote textielfabriek vergde veel kapitaal (gebouwen en machines). In de jaren 1970 werd er tot 1 miljoen fr. per arbeidsplaats geïnvesteerd in machines, daarom werd er dikwijls in een twee-ploegensysteem gewerkt.
Omdat de weefmachines steeds performanter werden, moesten ook de spinnerijen meer produceren. De exploitatie vergde, niettegenstaande de mechanisatie, toch nog veel handenarbeid. Veel fabrieken hadden een Franstalige naam, wat wijst op het gebruik van het Frans en het ontstaan van de bourgeoisie. De bazen konden dikwijls niet, of slechts gebrekkig, communiceren met hun arbeiders; dikwijls zetten de ploegbazen de arbeiders onder druk. Arbeiders werden vaak financieel gestraft via het premiestelsel, of moesten schade betalen als het productieproces werd verstoord.
De textielfabrieken en de woonwijken errond bepaalden de ontwikkeling en de ruimtelijke structuur van nieuwe stadsdelen zoals de Brugse Poort, het Rabot, Ledeberg en Gentbrugge.

## Zwanenzang

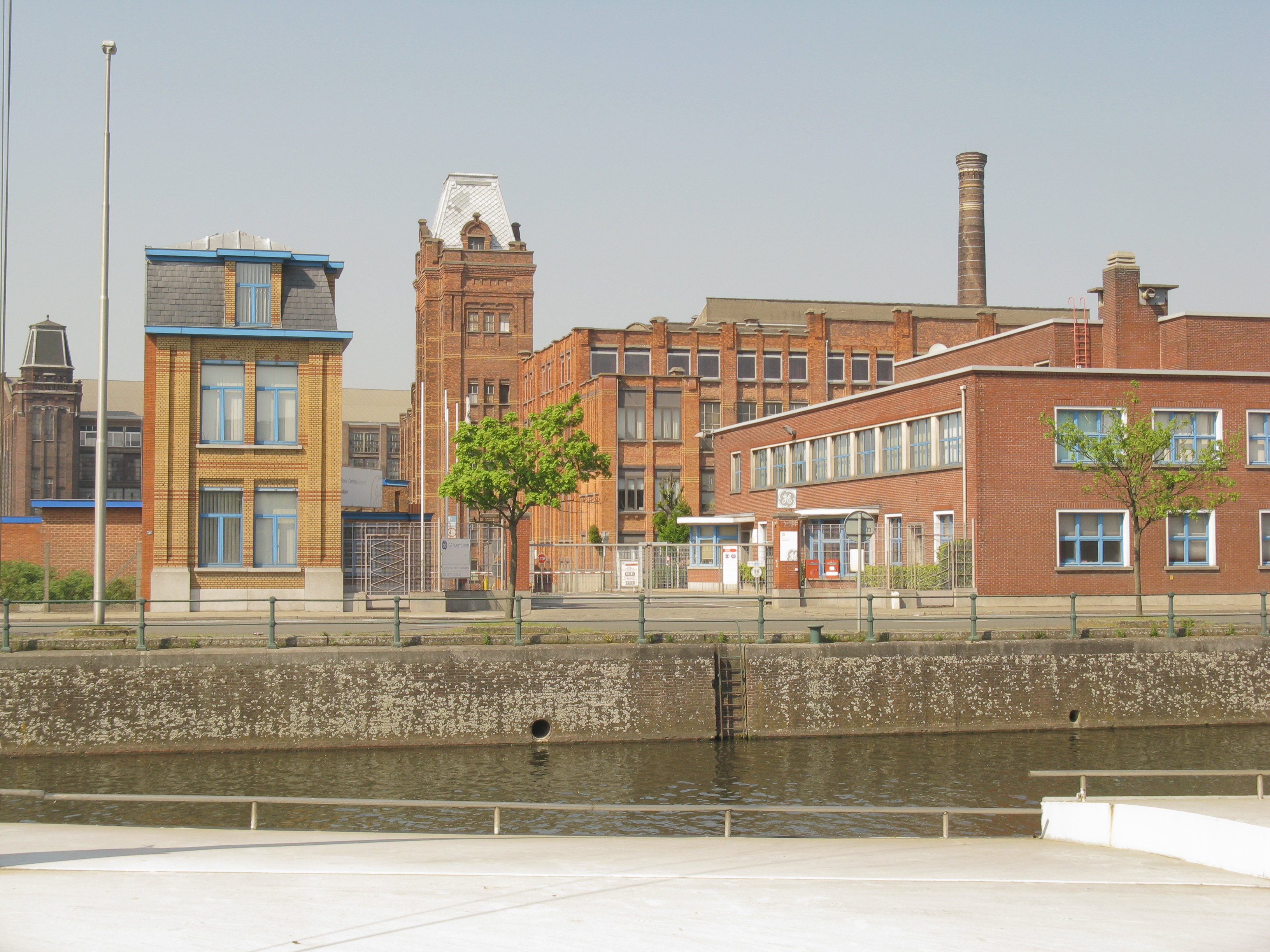
Katoenspinnerij Pipyn, later de Vynckiersite

Pas na de Tweede Wereldoorlog werd er meer belang gehecht aan de veiligheid en het welzijn van de arbeiders door de machines af te schermen, alhoewel veel gezondheidsproblemen bleven (allergieën, hitte, stoflongen, chemische producten, geluidsoverlast).
In de jaren 1960 kreeg de sector concurrentie van kunstvezels, en vanaf de jaren 70 en 80 van andere Europese ondernemingen en van verscheidene lageloonlanden in Azië en nog later in China en Afrika. Verscheidene bedrijven gingen overkop.
Arbeiders en techniekers zochten een beter betaalde job bij nieuwe industrieën in de haven zoals Vynckier, Volvo, SIDMAR, Honda, de petrochemie, of in de dienstverlening. Arbeiders werden steeds verder op het Oost- en West-Vlaamse platteland of in Noord-Frankrijk aangetrokken. Tijdelijk werden ook gastarbeiders tewerkgesteld. Uiteindelijk verdween de textielindustrie stelselmatig uit de binnenstad. Er was nog een periode dat de fabrieken zich verplaatsten buiten Gent, omdat de lonen daar tot 40% lager waren. Arbeiders kenden in de jaren 80 en 90 perioden van tijdelijke werkloosheid en nadien verdween de textielindustrie voorgoed uit Vlaanderen, op enkele fabrieken na die zich specialiseerden in kunstvezels. UCO was een van de laatste grote katoenbedrijven.
Vanaf de jaren 1970 werden door de enorme groei van het aantal studenten (democratisering van het onderwijs; babyboom) veel van de beluiken omgevormd tot goedkope (maar slecht onderhouden) studentenkamers en als wooneenheid voor mensen in maatschappelijk kwetsbare situaties.

## Verwante industriële activiteiten
- Touwslagerijen
- Metaalbewerking en machinebouw
- Aandrijving, stoommachines, motoren
- Weefgetouwen en andere machines voor de textielindustrie

De nabijheid van de haven, het Kanaal Gent-Terneuzen, de Brugse Vaart, het Verbindingskanaal en een uitgebreid spoorwegnet bevorderde de aan- en afvoer van grondstoffen en afgewerkte producten. In de Rabotwijk was het Rabotstation vanaf 1870 een belangrijk goederenstation, dat tot 1985 via de ringspoorweg en de lijn Gent-Eeklo verbonden was met Gent-Oost. Tot ver in de 19e eeuw bleef transport met paard en kar van groot belang. Vanaf de tweede helft van de 20e eeuw werd het centrum van de stad moeilijk bereikbaar voor het wegverkeer.

## Typische producten
- hennep
- jute: jute zakken voor transport of opslag (koffie, graan, meel, postzakken)
- katoen: denim (jeans)
- vlas: lijnwaad
- wol: laine, sayette, flanel, molton

## Bekende fabrieken
Sommige namen refereren naar Amerikaanse staten waar katoen wordt gekweekt, zoals La Louisiana, Florida, Nouvelle Orléans en Texas. Enkele grote bedrijven waren: Cotonnière Galveston, Cotonnière de Gand, Cruyplants, Filature de Rooigem, Filature Jules de Hemptinne, La Lys (als eerste op elektriciteit) en Union Cotonnière (UCO) waar de Generale Maatschappij een belangrijke rol speelde. Het Industriemuseum is gevestigd in de voormalige katoenspinnerij Desmet-Guéquier. Bedrijven in Gent werkten samen met textielfabrieken in Ronse en Oudenaarde. Er was ook activiteit in Kwatrecht, Lokeren, Sint-Niklaas, Waarschoot, Wetteren en Zele.